# Crinisus
Crinisus (Latijn) (ook Crimisus) of Krimisos (Oudgrieks: Κριμισός) was in de Griekse mythologie een van de drieduizend Watergoden, de zonen van de zeegod Oceanus en de Titane Tethys. Hij leefde in de rivier de Krimisos die in het noord-westen van het toenmalige Byzantijnse thema (provincie) Sikelia (het huidige Sicilië) bij het Oud-Griekse gehucht Segesta in de Middellandse Zee uitmondde. Andere watergoden in de rivieren van Sikelia waren Symaithos (Symaethus), Acis (Akis) en Anapos.
Krimisos was de vader van Acestes, die hij had verwekt bij een sterfelijke Trojaanse vrouw. Hij had haar verleid in de vorm van een hond. 